# Jerzy Ligęza
Jerzy Ligęza (ur. 1933 w Nowym Sączu, zm. 11 marca 2017 w Tarnowie) – polski piłkarz, trener, działacz piłkarski, nauczyciel, a wcześniej narciarz. 

## Życiorys
W młodości należał do najwszechstronniejszych narciarzy (zjazdowców, biegaczy i skoczków) regionu. W saneczkarskich dwójkach zajął szóste miejsce w rozgrywanych w Krynicy mistrzostwach Polski. Jeździł na nartach razem z bohaterami wojennymi Romanem Stramką i Julianem Zubkiem. Był wychowankiem Sandecji Nowy Sącz, gdzie jako junior zadebiutował w 1950.
Ukończył technikum kolejowe w Nowym Sączu, a w 1957 został absolwentem Akademii Wychowania Fizycznego w Warszawie. 
Podczas studiów jako obrońca grał w stołecznych klubach: II-ligowej Polonii i AZS-AWF. Szkolił się wtedy pod okiem Wacława Kuchara i Kazimierza Górskiego. Jako trener klasy mistrzowskiej piłki nożnej, prowadził drużyny Sandecji Nowy Sącz, Dunajca Nowy Sącz oraz Limanovii Limanowa. 
W latach 1978–1992 był koordynatorem Polskiego Związku Piłki Nożnej ds. młodzieży, w województwie nowosądeckim. Wraz ze Zbigniewem Małkiem, ówczesnym trenerem młodzieży Sandecji Nowy Sącz i wicedyrektorem Szkoły Sportów Letnich, pod patronatem Prezydenta Miasta Andrzeja Czerwińskiego, opracował program rozwoju piłki nożnej w Nowym Sączu. Razem prowadzili zajęcia z wyselekcjonowaną grupą najbardziej uzdolnionych dzieci, z której wywodzą się m.in. Dawid Janczyk, Maciej Korzym, Adrian Basta i Dawid Szufryn. Był selekcjonerem kadry okręgu nowosądeckiego.
W 1978 wraz z asystentem Zygmuntem Śledziem poprowadził juniorów Sandecji do mistrzostwa Małopolski, a następnie do finałów mistrzostw Polski, w których drużyna zajęła czwarte miejsce, odnosząc największy sukces klubu w tej kategorii wiekowej. Po Wiesławie Stawarzu objął funkcję pierwszego trenera drużyny seniorów Sandecji, która występowała wówczas w III lidze.
Był jednym z założycieli Rady Seniorów przy nowosądeckim OZPN, a od października 2009 stał na jej czele. Angażował się w dokumentowanie historii sądeckiego sportu. 
Zmarł po długiej chorobie 11 marca 2017. Pochowany na cmentarzu komunalnym w Nowym Sączu.

## Odznaczenia i wyróżnienia
- Krzyż Kawalerski Orderu Odrodzenia Polski
- Medal Komisji Edukacji Narodowej
- Zasłużony Działacz Kultury Fizycznej
- Medal „Za Zasługi dla Limanowej”
- Złota Honorowa Odznaka PZPN
- Brązowy Medal Za wybitne Osiągnięcia w Rozwoju Piłki Nożnej
- Złota Honorowa Odznaka Krakowskiego Okręgowego Związku Piłki Nożnej
- Złota Honorowa Odznaka Okręgowego Związku Piłki Nożnej w Nowym Sączu
- Medal 50-lecia KOZPN Kraków
- Medal 60-lecia KOZPN Kraków
- Medal 90 lecia MZPN Kraków
- Medal 95-lecia MZPN Kraków
- Medal 105-lecia MZPN Kraków
- Ambasador Futbolu Nowosądeckiego
- Medal 40-lecia OZPN Nowy Sącz
- Złota Honorowa Odznaka „Zasłużony dla LZS”
- Srebrne i Złote „Jabłko Sądeckie”